# 総務費
総務費（そうむひ）は、国や地方自治体の歳出で公務員の給与などに使われるお金。

## 総務費に含まれる支出
- 公務員の給与
- 選挙費用
- 消防関係の費用（消防費として分ける時もある）

など